# Calamagrostis brassii
Calamagrostis brassii är en gräsart som beskrevs av Albert Spear Hitchcock. Calamagrostis brassii ingår i släktet rör, och familjen gräs. Inga underarter finns listade i Catalogue of Life.